# Астрюк, Луи
Луи Астрюк (окс. Luis Astruc; 7 января 1857, Марсель — 4 апреля 1904, там же) — провансальский драматург и писатель, член общества фелибров. Редактор марсельского журнала Ну! (окс. Zou).

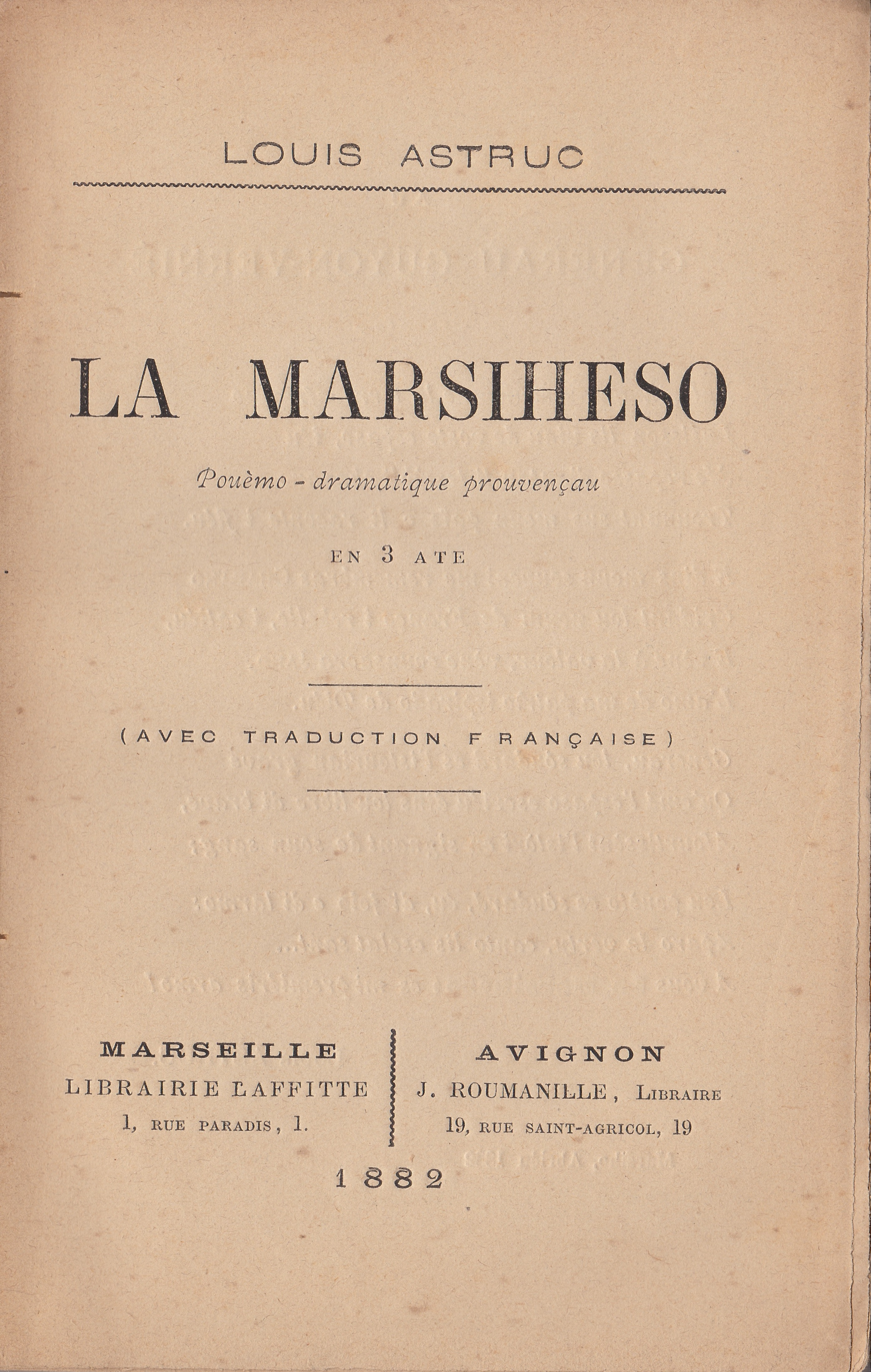
Титульная страница книги La Marisiheso Луи Астрюка, Марсель-Авиньон, 1882

Родился в семье портье. После окончания школы пошел работать в лавку Бруно Ука, хозяина либерального, позволявшего Луи писать. Юноша рано стал сочинять стихи и присоединился к фелибрам, где в 1877 году стал основателем «Морской школы» (окс. Escolo de la Mar). Был другом Мистраля и Валера Бернара. Как яркий полемист, он участвовал во всех баталиях вокруг школы Фелибров.
В двадцать лет опубликовал первую поэму «Моряки, песни морских фелибров» (окс. Lei marinier, cançon dei filebree de la mar), посвященную своё сестре Марии. Автор пьес и циклов сонетов. Журналист. За активное участие в кружке фелибров был в 1887 избран мажоратом, сменив на этом посту Обанеля.
Пережил своего сына Люсьена и дочь Клару. Похоронен на Кладбище Св. Петра в Марселе.

## Творчество
Циклы стихов и сонетов
- «Медальоны» Lei medalhosn (1881)
- «Мой альбом» Mon album (1881)
- «Левая рука» La man senestra (1895)
- «Языческая месса» La messa pagana (1897)
- «Голубые, белые, цвета старого красного золота, мозаики» Lei mosaïcas blu, blanc, roge vièlh òr (1899)
- «Цветы акации» Lei cacias (1884)
- «Кадило» L’encencier (1902) — посвящено смерти дочери

Пьесы
- «Марселька» La Marsiheso (1882) — в трёх актах стихами
- «Так было с ведром у колодца» Tant vai la jarra au potz (1896) — в одном акте стихами
- «Lei dos fraires» Два брата (1903) — пастораль

## Память
- В честь Луи Астрюка названа улица в Марселе — Rue Louis Astruc
- Склеп на Кладбище Св. Петра Архивная копия от 14 сентября 2011 на Wayback Machine